# Enzo Larrosa
Enzo Miguel Larrosa Martínez (Progreso, Uruguay; 21 de abril de 2001) es un futbolista uruguayo. Juega de delantero y su equipo actual es el Club Cerro de la Primera División de Uruguay.

## Trayectoria
Formado en las inferiores del Boston River, Larrosa debutó con el primer equipo el 11 de noviembre de 2020 ante Danubio.
El 15 de julio de 2022, el delantero fichó en el Godoy Cruz junto a su compatriota Santiago Paiva. Debutó el 26 de julio con un gol en la derrota por 2-1 ante Unión de Santa Fe.

## Estadísticas
Actualizado al último partido disputado el 18 de abril de 2023.
| Club                   | Div.          | Temporada     | Liga  | Liga  | Copas nacionales | Copas nacionales | Copas internacionales | Copas internacionales | Total | Total |
| Club                   | Div.          | Temporada     | Part. | Goles | Part.            | Goles            | Part.                 | Goles                 | Part. | Goles |
| ---------------------- | ------------- | ------------- | ----- | ----- | ---------------- | ---------------- | --------------------- | --------------------- | ----- | ----- |
| Boston River · Uruguay | 1.ª           | 2020          | 16    | 2     | —                | —                | —                     | —                     | 16    | 2     |
| Boston River · Uruguay | 1.ª           | 2021          | 17    | 3     | —                | —                | —                     | —                     | 17    | 3     |
| Boston River · Uruguay | 1.ª           | 2022          | 5     | 0     | —                | —                | —                     | —                     | 5     | 0     |
| Boston River · Uruguay | Total club    | Total club    | 38    | 5     | 0                | 0                | 0                     | 0                     | 38    | 5     |
| Godoy Cruz Argentina   | 1.ª           | 2022          | 14    | 1     | 2                | 1                | —                     | —                     | 16    | 2     |
| Godoy Cruz Argentina   | 1.ª           | 2023          | 7     | 1     | 0                | 0                | —                     | —                     | 7     | 1     |
| Godoy Cruz Argentina   | Total club    | Total club    | 21    | 2     | 2                | 1                | 0                     | 0                     | 23    | 3     |
| Total carrera          | Total carrera | Total carrera | 59    | 7     | 2                | 1                | 0                     | 0                     | 61    | 8     |